# Ліліан (герцогиня Галландська)
Ліліан Мей Девіс, у шлюбі Принцеса Ліліан, герцогиня Галландська (англ. Lillian May Davies, швед. Prinsessan Lilian, hertiginna av Halland, нар. 30 серпня 1915 р., Свонсі, Велика Британія — пом. 10 березня 2013 р., Стокгольм, Швеція) — принцеса Швеції, член шведського королівського дому, дружина Бертіля, герцога Галландського (1912—1997 рр.), тітка короля Карла XVI Густава, колишня англійська модель.

## Біографія
Народилася у Свонсі, Уельс, в родині Вільяма Девіса і Гледіс Мері Курен. Батьки розлучилися, коли їй було п'ять років. Офіційно шлюб був розірваний у 1939 р.
В юності працювала моделлю і з'явилася на обкладинці «Vogue». 
У 1940–1945 рр. була одружена з англійським актором Іваном Крейгом. Під час Другої світової війни працювала на заводі, виготовляючи радіо для Королівського флоту, а також сестрою милосердя в шпиталі для поранених солдатів.
У 1943 р. вперше зустріла в Лондоні принца Бертіля Шведського — сина короля Густава VI Адольфа і Маргарити Коннаутської. Незабаром вони стали коханцями. У 1945 р. розлучилася з чоловіком.
Після того як старший брат Бертіля принц Густав Адольф загинув у 1947 році, залишивши дев'ятимісячного сина (Карл XVI Густав), у нього з'явився шанс стати регентом шведського королівства. З цієї причини він вирішив не одружуватися з Ліліан, бо це позбавило б його такої можливості. Кілька років вони жили разом, приховуючи стосунки. Мешкали в місті Сент-Максім на Півдні Франції. Батько принца король Густав VI (1882—1973) прожив довге життя, і за цей час племінник Бертіля (Карл XVI Густав) досяг повноліття.
Після смерті короля Густава VI Адольфа Ліліан і Бертіль уклали шлюб. Вінчання відбулося 7 грудня 1976 р. А втім Бертіль продовжував виступати як заступник короля у разі його відсутності. Мей Девіс стала іменуватися принцеса Ліліан, герцогиня Галландська. Проживало подружжя тепер на власній віллі «Солбакен».
5 січня 1997 р. чоловік помер. Вдова Ліліан в 1997–2010 рр. продовжувала традицію, представляючи Швецію на офіційних заходах і святах. У 2000 р. вона випустила автобіографічну книгу про життя при королівському дворі, а також про сімейне життя з Бертілем. 
У серпні 2008 р. принцеса Ліліан у своєму будинку впала і зламала стегнову кістку. Подібний випадок стався і в лютому 2009 р. А 3 червня 2010 р. було оголошено, що в принцеси Ліліан діагностовано хворобу Альцгеймера і вона більше не може виконувати громадські обов'язки.
Принцеса Ліліан померла 10 березня 2013 р. на 98-му році життя, переживши чоловіка на 16 років. На той момент була найстаршим членом не лише шведського королівського дому, а й будь-якої королівської сім'ї Європи.

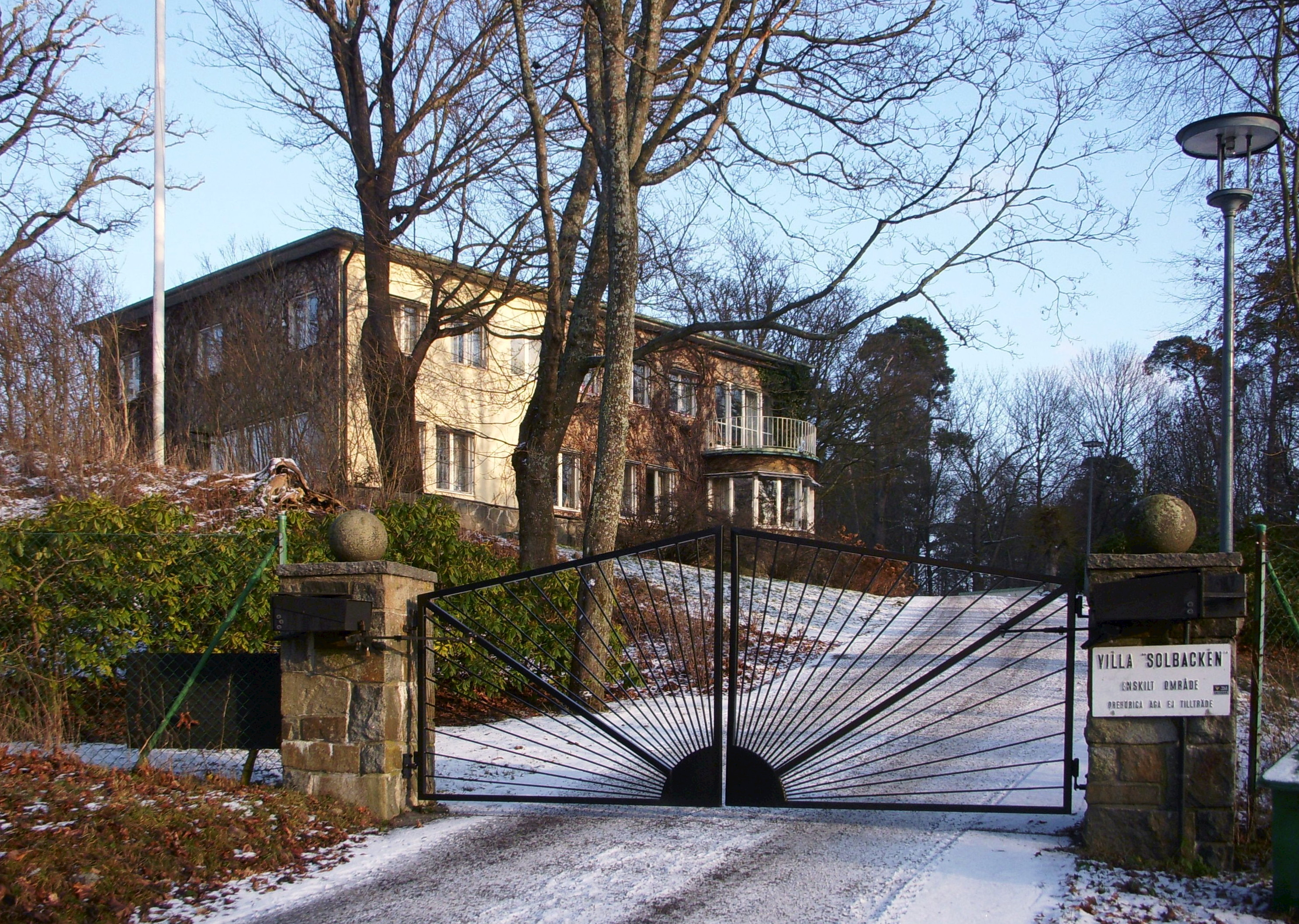
вілла Солбакен

## Нагороди
- Кавалер ордена Серафимів (Швеція);
- Кавалер Великого Хреста ордена За заслуги перед ФРН (Німеччина);
- Кавалер ордена Зірки Йорданії (Йорданія);
- Кавалер Великого Хреста ордена Великого князя Литовського Гедимінаса (Литва).